# Портрет Ивана Ефимовича Трощинского
«Портрет Ивана Ефимовича Трощинского» — картина Джорджа Доу и его мастерской из Военной галереи Зимнего дворца.
Картина представляет собой погрудный портрет генерал-майора Ивана Ефимовича Трощинского из состава Военной галереи Зимнего дворца.
К началу Отечественной войны 1812 года полковник Трощинский состоял в лейб-гвардии Гусарском полку, отличился в бою под Островно, в Бородинском сражении был ранен. Во время Заграничных походов 1813 и 1814 годов сражался в Пруссии, Силезии и Саксонии, в бою под Лютценом вновь был ранен, за Кульмский бой был произведён в генерал-майоры. В кампании 1814 года командовал Лубенским гусарским полком и находился при блокаде Гамбурга.
Изображён в генеральском доломане Лубенского гусарского полка, введённом в 1813 году, на плечо наброшен ментик. Через плечо перекинута Анненская лента с лядуночной перевязью поверх неё. Слева на груди звезда ордена Св. Анны 1-й степени; на шее крест ордена Св. Владимира 3-й степени; справа на груди Св. Георгия 4-го класса, серебряная медаль «В память Отечественной войны 1812 года» на Андреевской ленте, крест прусского ордена Пур ле мерит (в колодке на груди изображён ошибочно, должен находиться на шее либо в петлице по борту мундира) и Кульмский крест. С тыльной стороны картины надпись: Troscinsky. Подпись на раме: И. Е. Трощинскiй, Генералъ Маiоръ.
7 августа 1820 года Комитетом Главного штаба по аттестации Трощинский был включён в список «генералов, заслуживающих быть написанными в галерею» и 17 октября 1822 года император Александр I приказал написать его портрет. В это время Трощинский командовал 3-й уланской дивизией, расквартированной в украинских губерниях; известно, что он приезжал в Санкт-Петербург во второй половине марта 1825 года и уже 24 марта Доу был выплачен гонорар. Готовый портрет был принят в Эрмитаж 7 сентября 1825 года.